# Trottes-vieilles
Les trottes-vieilles sont, dans le folklore français propre à la Haute-Saône et notamment à Saulnot, un groupe de 3 fées, âgées de plusieurs millénaires et coiffées de cornes de cerf, filles du dieu gaulois Cernunnos. Elles enlèvent les enfants peu sages à Noël et les déposent dans le ruisseau le plus proche, tout en récompensant les enfants sages. Quand elles sont interrogées sur le sort des enfants pas sages, voici leur réponse : 
« Enfant pas sages, nous te trouvons,
Par nos bois durs, nous t’empalons,
À la rivière, nous te menons,
Dans les eaux folles, nous te noyons ! »
Il était d'usage de leur préparer une chaudière de bouillie lactée (paipai) avant la tombée de la nuit pour s'attirer leurs bonnes grâces, et leur visite était réputée apporter le bonheur à la maisonnée,,.